# Julius Gustav Elterich
Julius Gustav Elterich (* 28. November 1828 in Dresden; † 14. Juli 1899 ebenda) war ein deutscher Lehrer und Autor.

## Leben und Wirken
Nach dem Besuch der Kreuzschule in Dresden von 1840 bis 1847 studierte Elterich von 1847 bis 1850 an der Universität Leipzig. Danach war er bis 1854 als Hauslehrer u. a. in Böhrigen tätig und bestand 1853 die Prüfung zur Kandidatur des Predigeramtes vor dem evangelischen Landeskonsistorium. 1855 erhielt er eine Anstellung als Oberlehrer an der höheren Bürgerschulabteilung in Eibenstock im sächsischen Erzgebirge. 1858 wurde er Direktor der dortigen Bürgerschule. Bereits drei Jahre später wechselte er 1861 als Direktor der Bürgerschule nach Buchholz bei Annaberg. 1864 erfolgte seine Ernennung zum Vizedirector am Königlichen Seminar Grimma. Seit 1. November 1871 war Elterich dann Direktor des neugegründeten Königlichen Schullehrer-Seminars Oschatz.
Die in Grimma geborene Pianistin Maria Elisabeth Pembaur (1869–1937) war seine Tochter.

## Publikationen (Auswahl)
- Lehrstoff für den deutschen Sprachunterricht in Seminaren. Leipzig, 1872.
- Lehrstoffe für den deutsch-sprachlichen Unterricht in Lehrer-Seminaren und anderen höheren Lehranstalten. 1885.
- Die geschichtliche Entwicklung der sächsischen Seminare und ihre erhoffte Weiterentwicklung. Leipzig, 1887.
- Lehrbuch für den evangelischen Religionsunterricht in höheren Lehranstalten, enthaltend 1. Bibelkunde mit Einschluß d. bibl. Geschichte, 2. Kirchengeschichte, 3. Glaubenslehre. 1888.